# Arne Berge
Arne Berge (29. juni 1908 – 13. august 1988) var en norsk præst, der er kendt for sit hjælpearbejde hos norske fanger i tysk fangenskab under anden verdenskrig. Sammen med Conrad Vogt-Svendsen var han sømandspræst i Hamburg, og de to udarbejdede fangelister, som senere blev brugt i hjælpeaktionerne udført med de hvide busser. 
Han blev i Hamburg til 1946, hvorefter han i en periode var fængselspræst, inden han blev kapellan i Horten, senere sognepræst.